# فهرست بزرگراه‌های تهران

تابلو بزرگ‌راه در تهران

تهران دارای یک شبکه گسترده و پیچیده جاده‌ای و خیابانی است. بزرگ‌راه‌ها و آزادراه‌های زیادی در استان تهران وجود دارند که عبارتند از:

## فهرست بزرگراه‌های تهران از ۱۱ تا ۹۹
| نشان                   | شماره جاده | نام                     | مسافت                                         | مبدأ                                    | مقصد | تقاطع با بزرگراه‌های دیگر | جهت              | نام قبلی                                       |
| ---------------------- | ---------- | ----------------------- | --------------------------------------------- | --------------------------------------- | --- | --- | ---------------- | ---------------------------------------------- |
|                        | ۱۱         | بزرگراه امام رضا        | ۷/۵ کیلومتر                                   | سه راه افسریه                           | سه راه سیمان | بزرگراه بسیج، بزرگراه رئیسی (بعثت)، بزرگراه آزادگان، بزرگراه رستگار، آزادراه شوشتری، بزرگراه کمربندی دوم تهران، جاده تهران-مشهد | شمالی - جنوبی    | جاده خاوران                                    |
|                        | ۱۲         | بزرگراه ارتش            | ۴/۵ کیلومتر                                   | میدان شهدای ارتش                        | جاده لشکرک | بزرگراه امام علی، بزرگراه صیاد | شرقی - غربی      | بلوار ازگل                                     |
|                        | ۱۳         | بزرگراه امام علی        | ۲۶/۲ کیلومتر                                  | خیابان دارآباد                          | بزرگراه آوینی، بزرگراه کریمی | بزرگراه ارتش، بزرگراه صیاد، بزرگراه صدر، بزرگراه بابایی، بزرگراه زین‌الدین، بزرگراه سلیمانی (رسالت)، بزرگراه محلاتی، بزرگراه رئیسی (بعثت)، بزرگراه آزادگان، بزرگراه رستگار، بزرگراه کریمی                                                                                                  | شمالی - جنوبی    | شمال: دارآباد جنوب: شرق                        |
|                        | ۱۴         | بزرگراه همت             | ۲۰ کیلومتر                                    | رودخانه کن، بزرگراه خرازی               | سه‌راه ضرابخانه | بزرگراه حقانی، بزرگراه مدرس، بزرگراه کردستان، بزرگراه چمران، بزرگراه شیخ فضل‌الله، بزرگراه یادگار امام، بزرگراه اشرفی اصفهانی، بزرگراه ستاری، بزرگراه باکری | شرقی - غربی      | ۷۶متری شمال عباس‌آباد، ۷۶متری شمال شهستان پهلوی |
| بزرگراه زین‌الدین       | ۱۴         | ۱۱/۱ کیلومتر            | بزرگراه یاسینی                                | سه راه ضرابخانه                         | بزرگراه یاسینی، بزرگراه باقری، بزرگراه امام علی، بزرگراه صیاد | | شرقی - غربی      |                                                |
| بزرگراه خرازی          | ۱۴         | ۱۳/۳ کیلومتر            | رودخانه کن، بزرگراه همت                       | آزادراه البرز                           | بزرگراه مهدوی کنی، آزادراه تهران-شمال، بزرگراه دوگاز، آزادراه شهدای البرز | همت | شرقی - غربی      |                                                |
|                        | ۱۵         | بزرگراه مدرس            | ۸/۷ کیلومتر                                   | میدان هفت تیر                           | چهارراه پارک وی | بزرگراه سلیمانی (رسالت)، بزرگراه همت، بزرگراه صدر، بزرگراه حقانی، بزرگراه چمران | شمالی - جنوبی    | شاهنشاهی                                       |
|                        | ۱۶         | بزرگراه لشگری           | ۳۱ کیلومتر                                    | میدان آزادی                             | جاده تهران-کرج | بزرگراه سعیدی، بزرگراه جناح، بزرگراه ستاری، بزرگراه مهدوی کنی، بزرگراه دو گاز، بزرگراه متوسلیان (فتح)، بزرگراه همدانی | شرقی - غربی      | جاده مخصوص کرج                                 |
|                        | ۱۷         | بزرگراه چمران           | ۱۱/۵ کیلومتر                                  | میدان توحید                             | چهارراه پارک وی | بزرگراه هاشمی رفسنجانی، بزرگراه همت، بزرگراه حکیم، بزرگراه آل احمد، بزرگراه مدرس | شمالی - جنوبی    | پارک وی                                        |
|                        | ۱۸         | بزرگراه محلاتی          | ۴/۹ کیلومتر                                   | بزرگراه بسیج                            | خیابان پانزده خرداد | بزرگراه بسیج، بزرگراه امام علی | شرقی - غربی      | آهنگ                                           |
|                        | ۱۹         | بزرگراه ستاری           | ۶/۵ کیلومتر                                   | میدان دانشگاه                           | بزرگراه لشگری | بزرگراه آبشناسان، بزرگراه همت، بزرگراه حکیم، بزرگراه علامه جعفری، بزرگراه حجازی (فهمیده)، بزرگراه لشگری | شمالی - جنوبی    | نور                                            |
|                        | ۲۱         | بزرگراه نجفی رستگار     | ۶/۸ کیلومتر                                   | بزرگراه آزادگان                         | بزرگراه امام رضا، آزادراه شوشتری | بزرگراه آزادگان، بزرگراه امام علی، بزرگراه امام رضا | شمالی - جنوبی    | دولت آباد                                      |
| آزادراه شوشتری         | ۲۱         | ؟ کیلومتر               | بزرگراه امام رضا، بزرگراه نجفی رستگار         | بزرگراه یاسینی                          | بزرگراه امام رضا، بزرگراه نجفی رستگار، بزرگراه سلیمانی (رسالت)، بزرگراه یاسینی | | شمالی - جنوبی    |                                                |
|                        | ۲۲         | بزرگراه بابایی          | ۱۵/۷ کیلومتر                                  | سه راه آبعلی                            | بزرگراه امام علی، بزرگراه صدر | بزرگراه یاسینی، جاده آبعلی، آزادراه تهران-پردیس، بزرگراه باقری، بزرگراه امام علی، بزرگراه صدر | شرقی - غربی      | مدائن                                          |
| پل صدر                 | ۲۲         | ۶/۵ کیلومتر             | بزرگراه امام علی                              | بزرگراه شهید مدرس                       | بزرگراه امام علی، بزرگراه بابایی، بزرگراه صدر،بزرگراه مدرس | | شرقی - غربی      |                                                |
| بزرگراه هاشمی رفسنجانی | ۲۲         | ۷/۳ کیلومتر             | چهارراه اسفندیار                              | بزرگراه اشرفی اصفهانی، بزرگراه آبشناسان | بزرگراه کردستان، بزرگراه چمران، بزرگراه یادگار امام، بزرگراه اشرفی اصفهانی، بزرگراه آبشناسان                                                                                           | نیایش، شهرداری | شرقی - غربی      |                                                |
| بزرگراه آبشناسان       | ۲۲         | ۴/۴ کیلومتر             | بزرگراه اشرفی اصفهانی، بزرگراه هاشمی رفسنجانی | فلکه اول شهران                          | بزرگراه اشرفی اصفهانی، بزرگراه هاشمی رفسنجانی، بزرگراه ستاری، بزرگراه باکری | ایرانپارس | شرقی - غربی      |                                                |
|                        | ۲۳         | بزرگراه صیاد            | ۱۲/۲ کیلومتر                                  | بزرگراه ارتش                            | میدان سپاه | بزرگراه ارتش، بزرگراه امام علی، بزرگراه صدر، بزرگراه سلیمانی (رسالت)، بزرگراه زین‌الدین | شمالی - جنوبی    | نیاوران                                        |
|                        | ۲۴         | بزرگراه سلیمانی (رسالت) | ۱۲/۲ کیلومتر                                  | بزرگراه یاسینی، آزادراه شوشتری          | بزرگراه کردستان، بزرگراه حکیم | بزرگراه یاسینی، آزادراه شوشتری، بزرگراه باقری، بزرگراه امام علی، بزرگراه صیاد، بزرگراه حقانی، بزرگراه مدرس، بزرگراه کردستان، بزرگراه حکیم | شرقی - غربی      | داریوش، رسالت                                  |
| بزرگراه حکیم           | ۲۴         | ۸/۸ کیلومتر             | بزرگراه کردستان، بزرگراه سلیمانی (رسالت)      | میدان نور                               | بزرگراه کردستان، بزرگراه سلیمانی (رسالت)، بزرگراه چمران، بزرگراه شیخ فضل‌الله، بزرگراه یادگار امام، بزرگراه اشرفی اصفهانی، بزرگراه ستاری، بزرگراه علامه جعفری                           | | شرقی - غربی      | داریوش، رسالت                                  |
| بزرگراه علامه جعفری    | ۲۴         | ۴/۵ کیلومتر             | میدان نور                                     | بزرگراه همدانی                          | بزرگراه ستاری، بزرگراه حکیم، بزرگراه باکری، بزرگراه همدانی | | شرقی - غربی      |                                                |
| بزرگراه همدانی         | ۲۴         | ۱۴/۶ کیلومتر            | بزرگراه علامه جعفری                           | بزرگراه لشگری، بزرگراه متوسلیان (فتح)   | بزرگراه علامه جعفری، بزرگراه مهدوی کنی، بزرگراه دو گاز، آزادراه تهران-کرج، بزرگراه متوسلیان (فتح)، بزرگراه لشگری                                                                       | حکیم | شرقی - غربی      |                                                |
|                        | ۲۵         | بزرگراه کردستان         | ۶/۵ کیلومتر                                   | بزرگراه هاشمی رفسنجانی                  | بزرگراه گمنام | بزرگراه هاشمی رفسنجانی، بزرگراه همت، بزرگراه سلیمانی (رسالت)، بزرگراه حکیم، بزرگراه گمنام | شمالی - جنوبی    | اصفهان                                         |
|                        | ۲۶         | بزرگراه متوسلیان (فتح)  | ۲۱/۱ کیلومتر                                  | میدان فتح                               | بزرگراه لشگری، بزرگراه همدانی | بزرگراه سعیدی، بزرگراه یادگار امام، بزرگراه بروجردی، بزرگراه کن، بزرگراه همدانی، بزرگراه لشگری، بزرگراه آزادگان، بزرگراه مهدوی کنی | شرقی - غربی      | فتح، جاده قدیم کرج                             |
|                        | ۲۷         | بزرگراه نواب            | ۴/۳ کیلومتر                                   | میدان جمهوری                            | بزرگراه چراغی، بزرگراه یارجانی | بزرگراه چراغی، بزرگراه یارجانی | شمالی - جنوبی    |                                                |
| بزرگراه یارجانی        | ۲۷         | ۱/۸ کیلومتر             | بزرگراه چراغی، بزرگراه نواب                   | بزرگراه تندگویان                        | بزرگراه چراغی، بزرگراه نواب، بزرگراه تندگویان | | شمالی - جنوبی    |                                                |
|                        | ۲۸         | بزرگراه چراغی           | ۳/۵ کیلومتر                                   | میدان زمزم                              | بزرگراه نواب | بزرگراه سعیدی، بزرگراه کاظمی، بزرگراه نواب، بزرگراه یارجانی | شرقی - غربی      | جوانه                                          |
|                        | ۲۹         | بزرگراه باکری           | ۷ کیلومتر                                     | بلوار سیمون بولیوار                     | بزرگراه حجازی (فهمیده) | بزرگراه حجازی (فهمیده)، بزرگراه علامه جعفری، بزرگراه همت، بزرگراه آبشناسان | شمالی - جنوبی    | بلوار آسیا                                     |
|                        | ۳۱         | بزرگراه باقری           | ۸/۵ کیلومتر                                   | بزرگراه یاسینی                          | بزرگراه بابایی | بزرگراه یاسینی، بزرگراه سلیمانی (رسالت)، بزرگراه زین‌الدین، بزرگراه بابایی | شمالی - جنوبی    |                                                |
|                        | ۳۲         | بزرگراه آیت الله صدر    | ۱۱/۷ کیلومتر                                  | بزرگراه بابایی، بزرگراه امام علی        | بزرگراه مدرس | بزرگراه بابایی، بزرگراه امام علی، بزرگراه صیاد، پل صدر، بزرگراه مدرس | شرقی - غربی      | دوگل                                           |
|                        | ۳۴         | بزرگراه جلال آل احمد    | ۴/۲ کیلومتر                                   | زیرگذر گیشا                             | بزرگراه اشرفی اصفهانی | بزرگراه گمنام، بزرگراه چمران، بزرگراه شیخ فضل‌الله، بزرگراه یادگار امام، بزرگراه اشرفی اصفهانی | شرقی - غربی      | فرحزاد                                         |
| بزرگراه شهید گمنام     | ۳۴         | ۲/۴ کیلومتر             | میدان فاطمی                                   | زیرگذر گیشا                             | بزرگراه کردستان، بزرگراه چمران، بزرگراه آل احمد | | شرقی - غربی      | فرحزاد                                         |
|                        | ۳۶         | بزرگراه بروجردی         | ۳/۶ کیلومتر                                   | بزرگراه آزادگان                         | بزرگراه فتح | بزرگراه آزادگان، آزادراه تهران-ساوه، بزرگراه کن، بزرگراه فتح | شرقی - غربی      |                                                |
|                        | ۳۷         | بزرگراه تندگویان        | ۴/۳ کیلومتر                                   | میدان بهمن                              | بزرگراه آزادگان، بزرگراه هاشمی | بزرگراه رئیسی (بعثت)، بزرگراه یارجانی، بزرگراه آزادگان، بزرگراه هاشمی | شمالی - جنوبی    |                                                |
| بزرگراه هاشمی          | ۳۷         | ۷/۶ کیلومتر             | بزرگراه آزادگان، بزرگراه تندگویان             | بزرگراه شهر آفتاب                       | بزرگراه آزادگان، بزرگراه تندگویان، بزرگراه آوینی، بزرگراه شهر آفتاب | جاده بهشت زهرا | شمالی - جنوبی    |                                                |
|                        | ۳۸         | بزرگراه رئیسی (بعثت)    | ۷/۲ کیلومتر                                   | سه راه افسریه                           | میدان بهمن | بزرگراه بسیج، بزرگراه امام رضا، بزرگراه آزادگان، بزرگراه امام علی، بزرگراه تندگویان | شرقی - غربی      | بعثت                                           |
|                        | ۳۹         | بزرگراه کن              | ؟ کیلومتر                                     | بزرگراه بروجردی                         | بزرگراه متوسلیان (فتح) | بزرگراه بروجردی، بزرگراه متوسلیان (فتح) | شرقی - غربی      |                                                |
|                        | ۴۱         | بزرگراه دوران           | ۴ کیلومتر                                     | چهارراه تهرانپارس                       | بزرگراه یاسینی | بزرگراه یاسینی | شمالی - جنوبی    | اسبدوانی                                       |
|                        | ۴۲         | بزرگراه حقانی           | ۴/۲ کیلومتر                                   | بزرگراه سلیمانی (رسالت                  | میدان ونک | بزرگراه سلیمانی (رسالت)، بزرگراه همت، بزرگراه مدرس | شرقی - غربی      | جهان کودک                                      |
|                        | ۴۴         | بزرگراه شیخ فضل‌الله     | ۶/۵ کیلومتر                                   | میدان صنعت                              | بزرگراه جناح، بزرگراه حجازی (فهمیده) | بزرگراه همت، بزرگراه حکیم، بزرگراه آل‌احمد، بزرگراه یادگار امام، بزرگراه جناح، بزرگراه حجازی (فهمیده) | شرقی - غربی      | ایوبی، طرشت                                    |
| بزرگراه حجازی (فهمیده) | ۴۴         | ۹/۱ کیلومتر             | بزرگراه جناح، بزرگراه شیخ فضل‌الله             | آزادراه تهران-کرج                       | بزرگراه جناح، بزرگراه شیخ فضل‌الله، بزرگراه ستاری، بزرگراه باکری، بزرگراه مهدوی کنی، آزادراه تهران-کرج                                                                                  | شهید فهمیده | شرقی - غربی      |                                                |
|                        | ۴۷         | بزرگراه یادگار امام     | ۱۶/۵ کیلومتر                                  | بزرگراه چمران                           | میدان فتح | بزرگراه چمران، بزرگراه هاشمی رفسنجانی، بزرگراه همت، بزرگراه حکیم، بزرگراه آل احمد، بزرگراه شیخ فضل‌الله، بزرگراه سعیدی، بزرگراه متوسلیان (فتح) | شمالی - جنوبی    | صد                                             |
|                        | ۴۸         | بزرگراه آزادگان         | ۲۷ کیلومتر                                    | سه راه افسریه                           | بزرگراه متوسلیان (فتح)، بزرگراه مهدوی کنی | بزرگراه بسیج، بزرگراه رئیسی (بعثت)، بزرگراه امام رضا، بزرگراه امام علی، بزرگراه نجفی رستگار، بزرگراه تندگویان، بزرگراه هاشمی، بزرگراه کاظمی، آزادراه تهران-قم (خلیج فارس)، بزرگراه سعیدی، جاده تهران-ساوه، آزادراه تهران-ساوه، بزرگراه بروجردی، بزرگراه متوسلیان (فتح)، بزرگراه مهدوی کنی | شرقی - غربی      | کمربندی                                        |
| بزرگراه مهدوی کنی      | ۴۸         | ۱۰/۷ کیلومتر            | بزرگراه متوسلیان (فتح)، بزرگراه آزادگان       | آزادراه تهران–شمال                      | بزرگراه متوسلیان (فتح)، بزرگراه آزادگان، بزرگراه لشگری، بزرگراه حجازی (فهمیده)، آزادراه تهران-کرج، بزرگراه علامه جعفری، بزرگراه همدانی، بزرگراه همت، بزرگراه خرازی، آزادراه تهران-شمال | شمالی - جنوبی | آزادگان، کمربندی |                                                |
|                        | ۴۹         | بزرگراه دو گاز          | ؟ کیلومتر                                     | بزرگراه لشگری                           | بزرگراه خرازی | بزرگراه لشگری، آزادراه تهران-کرج، بزرگراه همدانی، بزرگراه خرازی | شرقی - غربی      |                                                |
|                        | ۵۱         | بزرگراه بسیج            | ۶/۴ کیلومتر                                   | میدان کلاهدوز                           | سه راه افسریه | بزرگراه یاسینی، بزرگراه محلاتی، بزرگراه امام رضا، بزرگراه رئیسی (بعثت)، بزرگراه آزادگان | شمالی - جنوبی    | افسریه                                         |
|                        | ۵۴         | بزرگراه یاسینی          | ۱۶ کیلومتر                                    | سه راه آبعلی                            | میدان کلاهدوز | آزادراه تهران-پردیس، جاده تهران-دماوند، بزرگراه بابایی، بزرگراه زین‌الدین، آزادراه شوشتری، بزرگراه سلیمانی (رسالت)، بزرگراه دوران، بزرگراه بسیج | شرقی - غربی      | جاده آبعلی                                     |
|                        | ۵۷         | بزرگراه اشرفی اصفهانی   | ۶/۳ کیلومتر                                   | بلوار سیمون بولیوار                     | فلکه دوم صادقیه | بزرگراه هاشمی رفسنجانی، بزرگراه آبشناسان، بزرگراه همت، بزرگراه حکیم، بزرگراه آل احمد | شمالی - جنوبی    |                                                |
| بزرگراه جناح           | ۵۷         | ۲/۲ کیلومتر             | فلکه دوم صادقیه                               | میدان آزادی                             | بزرگراه شیخ فضل‌الله، بزرگراه حجازی (فهمیده)، بزرگراه لشگری، بزرگراه سعیدی | | شمالی - جنوبی    |                                                |
|                        | ۵۸         | بزرگراه آوینی           | ۷ کیلومتر                                     | بزرگراه کریمی، جاده ری-ورامین           | بزرگراه هاشمی | بزرگراه کریمی کرمی، جاده ری-ورامین، جاده تهران-قم، بزرگراه هاشمی | شرقی - غربی      | کمربندی ری                                     |
| بزرگراه کریمی          | ۵۸         | ۵/۳ کیلومتر             | جاده قدیم تهران-قم                            | بزرگراه آوینی، جاده ری-ورامین           | جاده تهران-قم، بزرگراه امام علی، جاده ری-ورامین، برنده آوینی | | شرقی - غربی      | کمربندی ری                                     |
|                        | ۶۷         | بزرگراه سعیدی           | ۲۰ کیلومتر                                    | میدان آزادی                             | بزرگراه آزادگان | بزرگراه یادگار امام، بزرگراه متوسلیان (فتح)، بزرگراه چراغی، بزرگراه کاظمی، بزرگراه آزادگان، جاده تهران-ساوه | شمالی - جنوبی    | جاده ساوه                                      |
|                        | ۶۸         | بزرگراه شهر آفتاب       | ۶/۲ کیلومتر                                   | جاده تهران-قم                           | | جاده تهران-قم، بزرگراه هاشمی، آزادراه تهران-قم (خلیج فارس) | شرقی - غربی      | علامه عسگری                                    |
|                        | ۷۷         | بزرگراه کاظمی           | ۳/۷ کیلومتر                                   | میدان زمزم                              | آزادراه تهران-قم | بزرگراه سعیدی، بزرگراه چراغی، بزرگراه آزادگان، آزادراه تهران-قم (خلیج فارس) | شمالی - جنوبی    | آزادراه تهران - قم                             |

## آزادراه‌ها
- آزادراه تهران-کرج
- آزادراه غدیر
- آزادراه تهران-شمال
- آزادراه تهران-پردیس
- آزادراه ساوه-تهران
- آزادراه تهران-قم
- آزادراه البرز

تابلو آزادراه

- آزادراه کمربندی شرقی تهران (شوشتری)

## نگارخانه

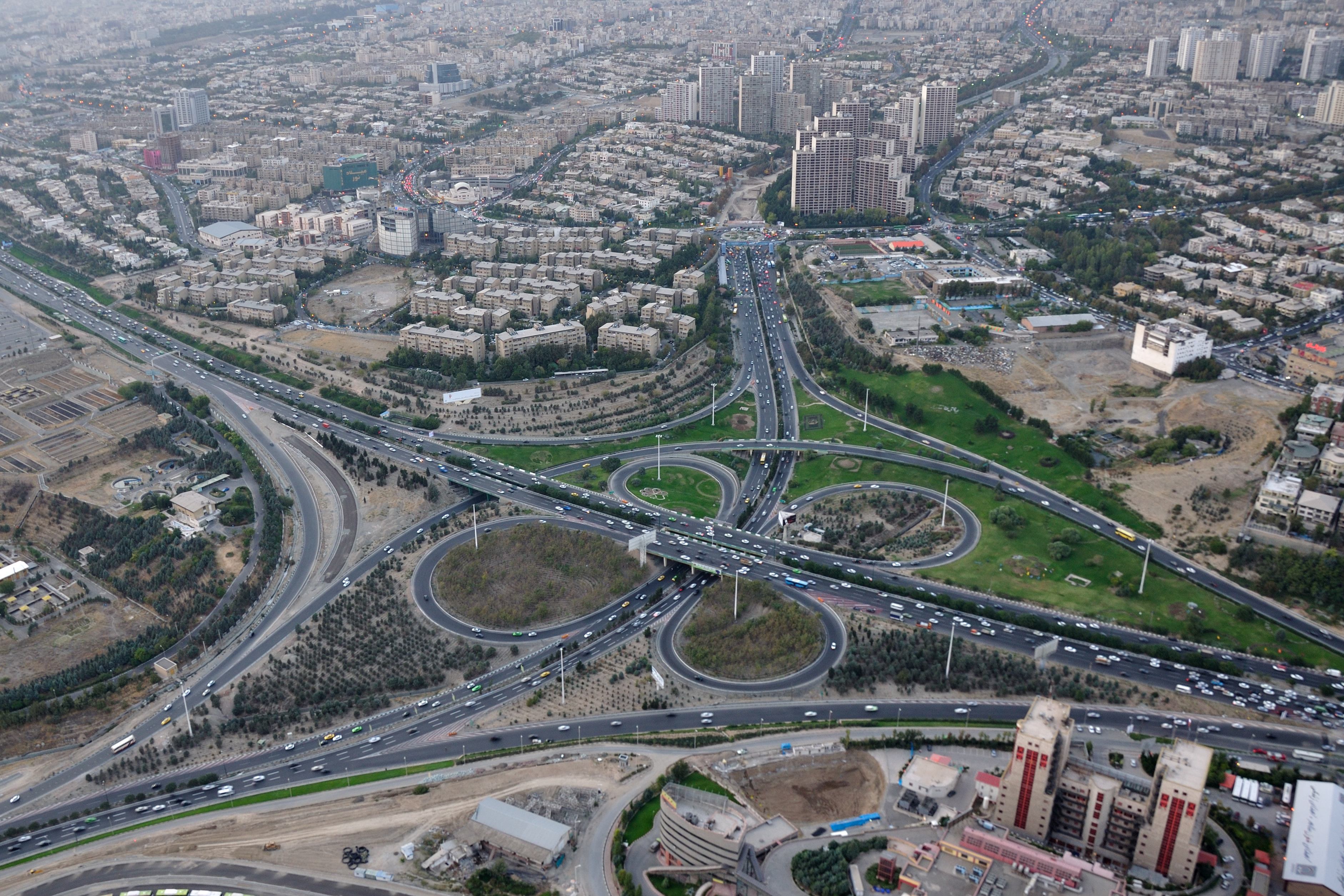
تقاطع بزرگراه‌های همت و شیخ فضل‌الله در جنوب شهرک غرب که از روی برج میلاد عکسبرداری شده است.
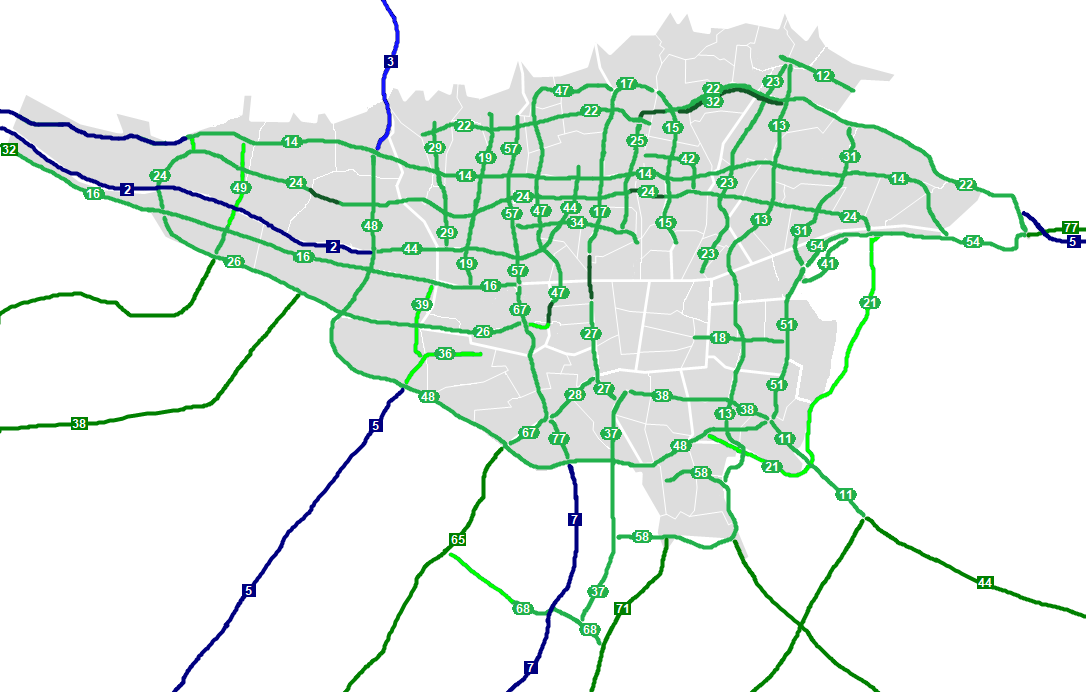
نقشه بزرگراه‌های تهران